# Хейлприн, Липман
Хейлприн Липман (1902, Белосток — 26 сентября 1968, Иерусалим) — израильский невролог.

## Биография
Гальперн Рафаэль Йомтов Липман (Липа) родился в Белостоке. Получил традиционное еврейское образование. Окончил Кёнигсбергский университет в 1928 году.
В 1934 эмигрировал в Эрец-Исраэль. В 1938 был среди основателей кабинета неврологии в Больнице Хадасса (с 1941 по 1969 заведующий невропсихиатрическим отделением больницы), с 1946 преподаватель клинической неврологии на медицинском факультете Еврейского университета в Иерусалиме (профессор с 1949, декан с 1965). Лауреат Государственной премии Израиля в области медицины (1953).